# 1844 en arts plastiques
| Années des arts plastiques : 1841 - 1842 - 1843 - 1844 - 1845 - 1846 - 1847    |
| Décennies des arts plastiques : 1810 - 1820 - 1830 - 1840 - 1850 - 1860 - 1870 |

Cette page concerne l'année 1844 en arts plastiques.

## Œuvres

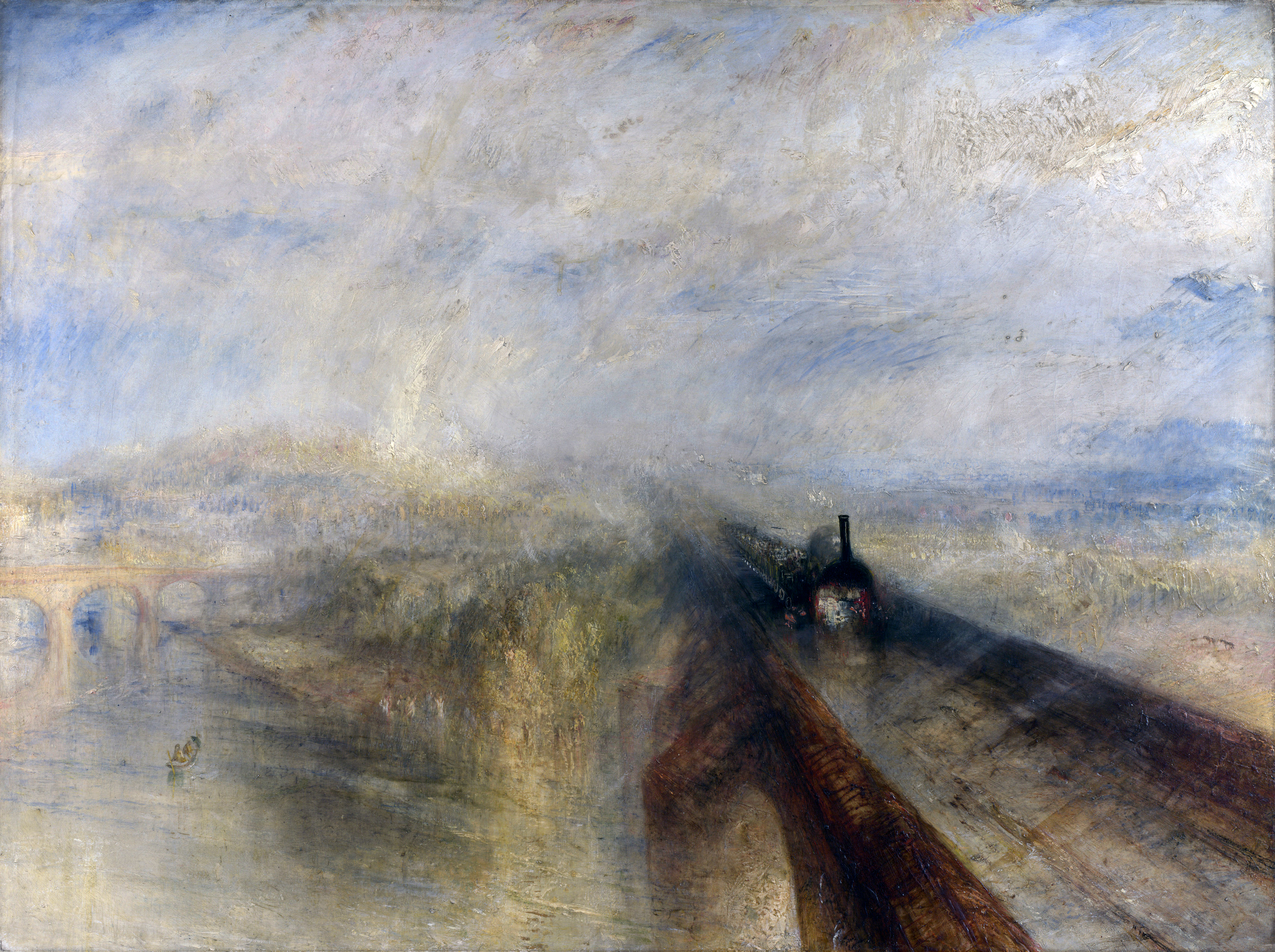
Le peintre britannique Joseph Turner peint Pluie, Vapeur et Vitesse.

- François-Désiré Froment-Meurice réalise sa Coupe des vendanges (musée du Louvre) ;

## Naissances
- 4 janvier : Henri Pille, peintre et illustrateur français († 4 mars 1897),
- 7 janvier : Armand Charnay, peintre français († 6 décembre 1915),
- 27 janvier : Giacomo Di Chirico, peintre italien († 26 décembre 1883),
- 28 janvier : Gyula Benczúr, peintre hongrois († 16 juillet 1920),
- 10 février : Vassili Maksimov, peintre de genre russe († 14 décembre 1911),
- 18 février :
  - Willem Maris, peintre néerlandais († 10 octobre 1910),
  - Victorine Meurent, peintre française († 17 mars 1927),
- 29 février : Henry Somm, peintre, aquarelliste, dessinateur, graveur et caricaturiste français († 14 mars 1907),
- 6 mars : Paul Milliet, peintre décorateur, archéologue et écrivain français († 8 janvier 1918),
- 9 mars : Eugène Damas, peintre français († 4 août 1899),
- 25 mars : Georges Diéterle, architecte et peintre français († 30 juillet 1937),
- 6 avril : Marie Ferdinand Jacomin, peintre paysagiste français († 3 août 1902),
- 25 avril : Jules Alex Patrouillard Degrave, peintre français († 12 mai 1932),
- 20 mai : Nikolaï Mourachko, professeur d'art et peintre réaliste russe († 22 septembre 1909),
- 21 mai : Henri (le Douanier) Rousseau, peintre français († 2 septembre 1921),
- 31 mai : Georges Spetz, industriel, écrivain compositeur, peintre et collectionneur d'œuvres d'art français († 11 novembre 1914),
- 1er juin : Vassili Polenov, peintre russe puis soviétique († 18 juillet 1927),
- 2 juin : Félix Martin, sculpteur et peintre français († 4 janvier 1917),
- 6 juin : Constantine Savitski, peintre et professeur des beaux-arts russe († 13 février 1905),
- 11 juin : Ludovico Seitz, peintre italien d'origine allemande (° 1908),
- 13 juin : Édouard Frederic Wilhelm Richter, peintre orientaliste français († 4 mars 1913),
- 24 juin : Henri Zuber, peintre paysagiste français († 7 avril 1909),
- 26 juin : Jules-Charles Aviat, peintre français († 23 janvier 1931),
- 5 juillet : Edmond Marie Petitjean, peintre français († 7 août 1925),
- 11 juillet :
  - Henri Allouard, peintre et sculpteur français († 11 août 1929),
  - Charles Meissonier, peintre français († 5 février 1917),
- 23 juillet : Hermann David Salomon Corrodi, peintre italien († 30 janvier 1905),
- 25 juillet : Thomas Eakins, peintre, sculpteur et photographe américain († 25 juin 1916),
- 31 juillet : Léon Lhermitte, peintre et graveur naturaliste français († 28 juillet 1925),
- 7 août : Félix Régamey, peintre, dessinateur et caricaturiste français († 7 mai 1907),
- 5 août : Ilia Répine, peintre russe († 29 septembre 1930),
- 8 août : Luigi Cavenaghi, peintre et restaurateur d'œuvres d'art italien († 7 décembre 1918),
- 9 août : Pierre-Adrien-Pascal Lehoux, peintre d'histoire français († juin 1896),
- 22 août : Gaston Save, peintre, graveur, illustrateur, historien et archéologue français († 20 juillet 1901),
- 26 août : José Villegas Cordero, peintre espagnol († 9 novembre 1921),
- 12 septembre : Alfred Guillou, peintre français († 22 mars 1926),
- 19 septembre : Marie Cazin, peintre et sculptrice française († 18 mars 1924),
- 3 octobre : Jean-Baptiste Brunel, peintre français († 14 novembre 1919),
- 15 octobre : Alexis Mossa, peintre français de genre, de figures et de paysages († 2 décembre 1926),
- 23 octobre : Wilhelm Leibl, peintre allemand († 4 décembre 1900),
- 24 octobre : Paul Baudoüin, peintre français († 26 décembre 1931),
- 11 novembre : Jacques Martin, peintre français († 13 novembre 1919),
- 14 novembre :
  - Édouard-Jean Dambourgez, graveur et peintre français († 15 janvier 1931),
  - Paul Mathey, peintre et graveur français († 24 novembre 1929),
- 16 décembre : Théophile Deyrolle, peintre et céramiste français († 14 décembre 1923).

## Décès
- 9 janvier : Jean-Antoine Constantin, peintre français (° 20 janvier 1756),
- 3 février : Pietro Benvenuti, peintre néoclassique italien (° 8 janvier 1769),
- 24 mars : Bertel Thorvaldsen, sculpteur danois (° 9 novembre 1770),
- 25 juin : Johan Stephan Decker, peintre alsacien (° 26 décembre 1784),
- 12 août : Alexander Deuchar, graveur de sceau et d'estampes britannique (° 1777),
- 24 août : Giuseppe Bernardino Bison, peintre italien (° 16 juin 1762),
- 2 septembre : Vincenzo Camuccini, peintre et lithographe italien (° 22 février 1771).
- 18 novembre : Antonín Machek, peintre autrichien (° 31 octobre 1775),
- 25 novembre : Césarine Davin-Mirvault, peintre française (° 1773),
- 27 novembre : Louis-Joseph Girard, dessinateur français (° 1773),
- 22 décembre : Hippolyte Leymarie, peintre, graveur et illustrateur français (° 9 novembre 1809).
- ? :
  - Ignace Joseph de Claussin, graveur et marchand d'estampes français (° 1795),
  - Salvatore Tonci, peintre, graphiste, musicien, poète et chanteur d’origine italienne (° 1756),
  - Antonio Vighi, peintre italien  (° 1764).